# Ventura (Schiff)
Die Ventura ist ein im Jahr 2008 in Dienst gestelltes Kreuzfahrtschiff der Reederei P&O Cruises und gehört der Grand-Klasse an. Sie ist die drittgrößte Einheit in der Flotte von P&O Cruises.

## Geschichte
Die Ventura wurde am 29. August 2006 unter der Baunummer 6132 in der Werft von Fincantieri in Monfalcone auf Kiel gelegt und lief am 8. Juni 2007 vom Stapel. Nach der Ablieferung an P&O Cruises am 31. März 2008 und der offiziellen Taufe durch die Schauspielerin Helen Mirren am 16. April 2008 wurde das Schiff am 18. April 2008 in Dienst gestellt. Die Ventura gehört der aus insgesamt elf Einheiten bestehenden Grand-Klasse an, die erstmals 1998 von Princess Cruises eingeführt wurde.
Von März bis April 2013 erhielt das Schiff eine Werftüberholung bei Blohm + Voss in Hamburg.
Im Dezember 2019 erlitt die Ventura auf einer Kreuzfahrt von Teneriffa nach Arrecife aufgrund eines Problems mit der Elektrik einen Maschinenausfall und musste von Schleppern zurück in den Hafen gebracht werden.
Aufgrund der COVID-19-Pandemie wurde die Ventura vorübergehend außer Dienst gestellt und nach Weymouth gebracht, wo sie zusammen mit anderen Kreuzfahrtschiffen ankert. Zuvor hatte das Schiff aus Indien stammende Besatzungsmitglieder von P&O Cruises sowie der Cunard Line zurück in ihr Heimatland gebracht.